# Semiothisa cruciata
Semiothisa cruciata är en fjärilsart som beskrevs av Claude Herbulot 1970. Semiothisa cruciata ingår i släktet Semiothisa och familjen mätare. Inga underarter finns listade i Catalogue of Life.